# Eriosoma lishanense
Eriosoma lishanense är en insektsart. Eriosoma lishanense ingår i släktet Eriosoma och familjen långrörsbladlöss. Inga underarter finns listade i Catalogue of Life.